# Liste des juges à la Cour internationale de justice
Cette liste présente les juges permanents de la Cour internationale de justice (CIJ) depuis la création de cette institution en 1945. Elle n'intègre pas les juges ad hoc qu'une partie impliquée dans une affaire peut nommer si aucun des juges permanents n'est de sa nationalité, d'après l'article 31 du statut de la Cour. Les articles 4 à 15 du statut de la Cour fixent les règles présidant au choix des juges ; ils sont élus à la majorité absolue par l'Assemblée générale et le Conseil de sécurité des Nations unies, sur proposition des groupes nationaux de la Cour permanente d'arbitrage (CPA), ou de groupes nationaux constitués sur les mêmes bases que ceux de la Cour permanente d'arbitrage pour les États n'étant pas partie à l'une des conventions créant la CPA. Les juges sont élus pour un mandat de neuf ans reconductible, tandis que les effectifs de la Cour sont renouvelés par tiers tous les trois ans. 
| Nom                              | État                         | Mandat                     | Président   | Vice-président |
| -------------------------------- | ---------------------------- | -------------------------- | ----------- | -------------- |
| José Gustavo Guerrero            | Salvador                     | 1946 – 1958                | 1946 – 1949 | 1949 – 1955    |
| Jules Basdevant                  | France                       | 1946 – 1964                | 1949 – 1952 | 1946 – 1949    |
| Alejandro Álvarez                | Chili                        | 1946 – 1955                |             |                |
| Isidro Fabela                    | Mexique                      | 1946 – 1952                |             |                |
| Green Hackworth                  | États-Unis                   | 1946 – 1961                | 1955 – 1958 |                |
| Bohdan Winiarski                 | Pologne                      | 1946 – 1967                | 1961 – 1964 |                |
| Milovan Zoričić (en)             | Yougoslavie                  | 1946 – 1958                |             |                |
| Charles de Visscher              | Belgique                     | 1946 – 1952                |             |                |
| Arnold McNair                    | Royaume-Uni                  | 1946 – 1955                | 1952 – 1955 |                |
| Helge Klæstad                    | Norvège                      | 1946 – 1961                | 1958 – 1961 |                |
| Abdel Hamid Badawi               | Égypte                       | 1946 – 1965                |             | 1955 – 1958    |
| Sergueï Krylov                   | Union soviétique             | 1946 – 1952                |             |                |
| John Erskine Read                | Canada                       | 1946 – 1958                |             |                |
| Hsu Mo (en)                      | République de Chine          | 1946 – 1956                |             |                |
| Philadelpho Azevedo              | Brésil                       | 1946 – 1951                |             |                |
| Levi Carneiro (en)               | Brésil                       | 1951 – 1955                |             |                |
| Benegal Narsing Rau (en)         | Inde                         | 1952 – 1953                |             |                |
| Enrique Armand-Ugón (en)         | Uruguay                      | 1952 – 1961                |             |                |
| Sergueï Golounski (ru)           | Union soviétique             | 1952 – 1953                |             |                |
| Feodor Kojevnikov (en)           | Union soviétique             | 1953 – 1961                |             |                |
| Muhammad Zafrulla Khan           | Pakistan                     | 1954 – 1961 et 1964 – 1973 | 1970 – 1973 | 1958 – 1961    |
| Hersch Lauterpacht               | Royaume-Uni                  | 1955 – 1960                |             |                |
| Lucio Moreno Quintana (en)       | Argentine                    | 1955 – 1964                |             |                |
| Roberto Córdova (en)             | Mexique                      | 1955 – 1964                |             |                |
| Wellington Koo                   | République de Chine          | 1957 – 1967                |             | 1964 – 1967    |
| Jean Spiropoulos (en)            | Grèce                        | 1958 – 1967                |             |                |
| Percy Spender                    | Australie                    | 1958 – 1967                | 1964 – 1967 |                |
| Ricardo J. Alfaro                | Panama                       | 1959 – 1964                |             | 1961 – 1964    |
| Gerald Fitzmaurice               | Royaume-Uni                  | 1960 – 1973                |             |                |
| Vladimir Koretsky (ru)           | Union soviétique             | 1961 – 1970                |             | 1967 – 1970    |
| Kotaro Tanaka (en)               | Japon                        | 1961 – 1970                |             |                |
| José Luis Bustamante y Rivero    | Pérou                        | 1961 – 1970                | 1967 – 1970 |                |
| Philip Jessup                    | États-Unis                   | 1961 – 1970                |             |                |
| Gaetano Morelli (en)             | Italie                       | 1961 – 1970                |             |                |
| Luis Padilla Nervo (en)          | Mexique                      | 1964 – 1973                |             |                |
| Isaac Forster (nl)               | Sénégal                      | 1964 – 1982                |             |                |
| André Gros                       | France                       | 1964 – 1984                |             |                |
| Fouad Ammoun                     | Liban                        | 1965 – 1976                |             | 1970 – 1976    |
| César Bengzon (en)               | Philippines                  | 1967 – 1976                |             |                |
| Sture Petrén (sv)                | Suède                        | 1967 – 1976                |             |                |
| Manfred Lachs                    | Pologne                      | 1967 – 1993                | 1973 – 1976 |                |
| Charles Onyeama                  | Nigeria                      | 1967 – 1976                |             |                |
| Hardy Cross Dillard (en)         | États-Unis                   | 1970 – 1979                |             |                |
| Louis Ignacio-Pinto              | Dahomey (actuel Bénin)       | 1970 – 1979                |             |                |
| Federico de Castro (en)          | Espagne                      | 1970 – 1979                |             |                |
| Platon Morozov (de)              | Union soviétique             | 1970 – 1985                |             |                |
| Eduardo Jiménez de Aréchaga      | Uruguay                      | 1970 – 1979                | 1976 – 1979 |                |
| Humphrey Waldock                 | Royaume-Uni                  | 1973 – 1981                | 1979 – 1981 |                |
| Nagendra Singh                   | Inde                         | 1973 – 1988                | 1985 – 1988 | 1976 – 1979    |
| José María Ruda                  | Argentine                    | 1973 – 1991                | 1988 – 1991 |                |
| Hermann Mosler (en)              | Allemagne de l'Ouest         | 1976 – 1985                |             |                |
| Taslim Olawale Elias             | Nigeria                      | 1976 – 1991                | 1982 – 1985 | 1979 – 1982    |
| Salah el-Dine Tarazi (en)        | Syrie                        | 1976 – 1980                |             |                |
| Shigeru Oda                      | Japon                        | 1976 – 2003                |             | 1991 – 1994    |
| Roberto Ago                      | Italie                       | 1979 – 1995                |             |                |
| Abdullah El-Erian (en)           | Égypte                       | 1979 – 1981                |             |                |
| José Sette Câmara Filho (en)     | Brésil                       | 1979 – 1988                |             | 1982 – 1985    |
| Richard Reeve Baxter             | États-Unis                   | 1979 – 1980                |             |                |
| Abdallah El-Khani (de)           | Syrie                        | 1981 – 1985                |             |                |
| Stephen M. Schwebel (en)         | États-Unis                   | 1981 – 2000                | 1997 – 2000 | 1994 – 1997    |
| Robert Yewdall Jennings          | Royaume-Uni                  | 1982 – 1995                | 1991 – 1994 |                |
| Guy Ladreit de Lacharrière       | France                       | 1982 – 1987                |             | 1985 – 1987    |
| Kéba Mbaye                       | Sénégal                      | 1982 – 1991                |             | 1987 – 1991    |
| Mohammed Bedjaoui                | Algérie                      | 1982 – 2001                | 1994 – 1997 |                |
| Ni Zhengyu (de)                  | Chine                        | 1985 – 1994                |             |                |
| Jens Evensen                     | Norvège                      | 1985 – 1994                |             |                |
| Nikolaï Tarassov (de)            | Union soviétique puis Russie | 1985 – 1994                |             |                |
| Gilbert Guillaume                | France                       | 1987 – 2005                | 2000 – 2003 |                |
| Mohamed Shahabuddeen (en)        | Guyana                       | 1988 – 1997                |             |                |
| Raghunandan Swarup Pathak (en)   | Inde                         | 1989 – 1991                |             |                |
| Andrés Aguilar Mawdsley (en)     | Venezuela                    | 1991 – 1995                |             |                |
| Christopher Weeramantry (en)     | Sri Lanka                    | 1991 – 2000                |             | 1997 – 2000    |
| Raymond Ranjeva                  | Madagascar                   | 1991 – 2009                |             | 2003 – 2006    |
| Bola Ajibola (en)                | Nigeria                      | 1991 – 1994                |             |                |
| Géza Herczegh                    | Hongrie                      | 1993 – 2003                |             |                |
| Shi Jiuyong (en)                 | Chine                        | 1993 – 2010                | 2003 – 2006 | 2000 – 2003    |
| Carl-August Fleischhauer (en)    | Allemagne                    | 1994 – 2003                |             |                |
| Abdul Koroma (en)                | Sierra Leone                 | 1994 – 2012                |             |                |
| Vladlen Verechtchetine (ru)      | Russie                       | 1994 – 2006                |             |                |
| Luigi Ferrari Bravo              | Italie                       | 1995 – 1997                |             |                |
| Rosalyn Higgins                  | Royaume-Uni                  | 1995 – 2009                | 2006 – 2009 |                |
| Gonzalo Parra-Aranguren (en)     | Venezuela                    | 1996 – 2009                |             |                |
| Pieter Kooijmans                 | Pays-Bas                     | 1997 – 2006                |             |                |
| Francisco Rezek (en)             | Brésil                       | 1997 – 2006                |             |                |
| Awn Al-Khasawneh                 | Jordanie                     | 2000 – 2011                |             | 2006 – 2009    |
| Thomas Buergenthal               | États-Unis                   | 2000 – 2010                |             |                |
| Nabil El Araby                   | Égypte                       | 2001 – 2006                |             |                |
| Hisashi Owada                    | Japon                        | 2003 – 2018                | 2009 – 2012 |                |
| Bruno Simma                      | Allemagne                    | 2003 – 2012                |             |                |
| Peter Tomka                      | Slovaquie                    | 2003 –                     | 2012 – 2015 | 2009 – 2012    |
| Ronny Abraham                    | France                       | 2005 –                     | 2015 –2018  |                |
| Kenneth Keith                    | Nouvelle-Zélande             | 2006 – 2015                |             |                |
| Bernardo Sepúlveda Amor          | Mexique                      | 2006 – 2015                |             | 2012 – 2015    |
| Mohamed Bennouna (en)            | Maroc                        | 2006 – 2024                |             |                |
| Leonid Skotnikov (en)            | Russie                       | 2006 – 2015                |             |                |
| Antônio Augusto Cançado Trindade | Brésil                       | 2009 – 2022                |             |                |
| Abdulqawi Ahmed Yusuf            | Somalie                      | 2009 –                     | 2018 – 2021 | 2015 - 2018    |
| Christopher Greenwood (en)       | Royaume-Uni                  | 2009 – 2017                |             |                |
| Xue Hanqin                       | Chine                        | 2010 –                     |             | 2018 – 2021    |
| Joan Donoghue                    | États-Unis                   | 2010 – 2024                | 2021 – 2024 |                |
| Giorgio Gaja                     | Italie                       | 2012 – 2021                |             |                |
| Julia Sebutinde                  | Ouganda                      | 2012 –                     |             | 2024 —         |
| Dalveer Bhandari (en)            | Inde                         | 2012 –                     |             |                |
| Patrick Lipton Robinson (en)     | Jamaïque                     | 2015 – 2024                |             |                |
| James Crawford                   | Australie                    | 2015 – 2021                |             |                |
| Kirill Gevorgian                 | Russie                       | 2015 – 2024                |             | 2021 – 2024    |
| Nawaf Salam                      | Liban                        | 2015 –                     | 2024 —      |                |
| Yūji Iwasawa                     | Japon                        | 2018 –                     |             |                |
| Georg Nolte                      | Allemagne                    | 2021 –                     |             |                |
| Hilary Charlesworth              | Australie                    | 2021 –                     |             |                |
| Leonardo Nemer Caldeira Brant    | Brésil                       | 2022 –                     |             |                |
| Sarah Cleveland (en)             | États-Unis                   | 2024 –                     |             |                |
| Juan Manuel Gómez Robledo (es)   | Mexique                      | 2024 –                     |             |                |
| Bogdan Aurescu                   | Roumanie                     | 2024 —                     |             |                |
| Dire Tladi                       | Afrique du Sud               | 2024 —                     |             |                |